# مجاملة
في مجال القانون، يشير مصطلح مجاملة تحديدًا إلى المعاملة بالمثل قانونًا-المبدأ القائل بأن إحدى الولايات القضائية سوف تقدم بعض المجاملات لدول أخرى (أو لولايات قضائية أخرى داخل نفس البلد)، لا سيما من خلال الاعتراف بصلاحية وتأثير أعمالها التنفيذية والتشريعية والقضائية. يشير المصطلح إلى الفكرة المتمثلة في أن المحاكم يجب ألا تتصرف بطريقة من شأنها أن تمتهن الولاية القضائية أو القوانين أو القرارات القضائية لولاية قضائية أخرى. وجزء من قرينة المجاملة يتمثل في أن الولايات القضائية الأخرى سوف ترد بالمثل على المجاملة التي صُنعت لها. تنص العديد من القوانين المتعلقة بإنفاذ الأحكام الأجنبية على أن الأحكام الخاصة بولاية قضائية معينة سوف يتم إقرارها وإنفاذها من قِبل محكمة ما فقط بقدر إقرار وإنفاذ الولاية القضائية الأخرى للأحكام الصادرة عن تلك المحكمة. انظر المعاملة بالمثل (العلاقات الدولية).
في قانون الولايات المتحدة، قد يشير مصطلح المجاملة (comity) إلى بند الامتيازات والحصانات (الذي يُسمى أحيانًا بند المجاملة) في المادة الرابعة من دستور الولايات المتحدة. وينص هذا البند على أنه يحق «لمواطني كل ولاية الحصول على جميع امتيازات وحصانات المواطنين في مختلف الولايات.»
وفي سياق التراخيص المهنية، يشير مصطلح المجاملة إلى الولاية القضائية التي تمنح الثقة لقاء الخبرة المكتسبة والاختبارات التي تم اجتيازها في ولاية قضائية مختلفة.
ولكن قضائيًا، يجب ألا يُساء تفسير المجاملة على أنها تعني أن جميع القوانين ذات ولاية قضائية عالمية. ففي العديد من البلدان، تسري المجاملة فقط في حالة عدم تعارض القوانين أو الأحكام الأجنبية مع السياسة العامة:. على سبيل المثال، لن تقوم الولايات المتحدة بإنفاذ أحكام أجنبية (مثل أحكام السب والقذف) إذا لم توفر المحكمة الأجنبية الحماية التي توفرها حماية حرية التعبير في الولايات المتحدة (انظر قانون حرية التعبير).
تُعتبر المجاملة مهمة للغاية في مسائل تسليم المجرمين بين الولايات القضائية القانونية. إن أستراليا والدول الأوروبية، على سبيل المثال، لن تسلم شخصًا لأي دولة تطبق عقوبة الإعدام، إذا كان الشخص متهمًا بجريمة قد تؤدي إلى عقوبة الإعدام، ما لم توافق هذه الدولة على عدم تنفيذ عقوبة الإعدام.

## معلومات تاريخية
وقد نشأ مبدأ المجاملة القانونية في بادئ الأمر من خلال عمل الفقيه القانوني الهولندي في القرن السابع عشر أولريش هوبر. وتم تنقيح هذا المصطلح لاحقًا من قِبل القاضي الأمريكي جوزيف ستوري.